# Laciniodes electaria
Laciniodes electaria är en fjärilsart som beskrevs av John Henry Leech 1897. Laciniodes electaria ingår i släktet Laciniodes och familjen mätare. Inga underarter finns listade i Catalogue of Life.